# Кагімемуа Нгуваува
Кагімемуа Нгуваува (бл. 1850 — 11 червня 1896) — вождь клану овамбандеру східних гереро в 1880—1896 роках.

## Життєпис
Син Мунджуку Нгуваува, вождя овамбандеру. Народився близько 1850 року в Мусоракуумба, поселенні поблизу Окаханджи, У 1880 році очолив клан. Нгуваува брав участь у постійних сутичках з іншими кланами гереро. Також був відвертим супротивником зазіхань німецьких поселенців, хоча вимушений був визнати владу Німецької Південно-Західної Африки.
У 1890 році після смерті Магареро, визнаного лідера усіх гереро, виступив проти його наступника Самуеля. Втім Німці підтримали останнього, якого було обрано головою Верховної ради гереро. Небажання визнати це призвело до того, що колоніальна адміністрація оголосила Кагімемуа позбавленим титулу вождя. Опір Нгувауви врешті призвів до сутичок з німецькими колоніальними загонами. Він відправив свого сина Хіатуао Нгувауву з кількома послідовниками до Нгаміленду, розпочавши вихід східних гереро до британського протекторату Бечуаналенд.
Разом з тим вів бойові дії проти німців. Його підтримали Нікодемус Кавікунуа, інший вождь східних гереро, та Саймон Купер, вождь карахоен-нама. У травні 1896 року в битві при Штурмфельді повсталі зазнали поразки, Кагімемуа був поранений і здався. Звинувачений в організації повстання, його було засуджено до смертної кари, яку виконано в Окаганджі.